# شذى شوقي الخطيب
شذى شوقي الخطيب كاتبة روائية يمنية لها روايات عديده منها رواية بيت البنفسج
، رواية اوراق رابعة،  رواية
الزنبقة السوداء

## بدايتها في الكتابة
تقيم الكاتبة شذى شوقي حسن الخطيب في السعودية منذ صغرها وهي من مواليد عدن 24 2/ 1975 تخرجت من جامعة البنات الأردنية والتي تعرف حاليا باسم جامعة البتراء عام 1998 وخلال عشرة اعوام عملت في تخصصها الاكاديمي وفي عام 2009 قررت التفرغ للكتابة وقد ساعدها تخصصها المهني على ذلك في فهم سلوك الاخرين ونفسياتهم و دراستها بطريقة مكنتها من استيعاب كل انماط المجتمع، فصورت في كتاباتها تجارب إنسانية عديدة منها واقعية ومنها خيالية لكن باسلوبها استطاعت أن تجذب القراء وكأنها كتبت عنهم لما لها القدرة على التوغل اثناء طرحها لقلوب الاخرين ولامست مشاعرهم وفكرهم.

## مؤلفاتها وكتاباتها

اصدرت عام 2012 أول رواية لها بعنوان الزنبقة السوداء باشراف دار الفكر العربي المصرية والتي تتحدث عن طالبات السكن الداخلي الذي عاشت فيه بالأردن وكانت سبب تسميتها بالزنبقة السوداء رغم ان هناك رواية عالمية بهذا الاسم هو كون أن البطل شبه محبوبته بذلك الاسم حيث شبه نفسه بالسجين وانها ابنة السجان لما جاءت عليه الرواية الفرنسية ألكسندر دوما 
و قبل ذلك اشتهرت الكاتبة عبر نشاطها الأدبي وعبر نشهرها للقصص قصيرة في مجلة زهرة الخليج و هذا مما ساعد من شهرتها التي تخطت حاجز الفيس بوك الذي عرفت من خلاله.
وفي عام 2013 نشرت ثاني رواية لها بعنوان اوراق رابعة كذلك عبر دار الفكر العربي المصرية و هي رواية تتحدث عن الواقع اليمني بطبقاته الاجتماعية المختلفة وتتحدث باختصار عن التراث اليمني عبر نمط حياة الشخصيات الواردة في الرواية وقد حققت هذه الرواية شهرة أكبر واثبتت انها تسير بخطوات جيدة في عالم الكتابة. مما شجع دار سما الكويتية على التعاقد معها بروايتها الثالثة ابنة الريح

و لذلك حققت الكاتبة في عام 2013 إنجاز بأنها أصدرت روايتين بالعام نفسه. و قد بدأت ابنة الريح في الظهور في معرض الكتاب في الشارقة في يوم 6.11.2013. وفي عام 2017 أصدرت عملها السادس بعنوان سنوات الوله ( سنوات الحب والحرب ما بين المذبحة والحزم ) وتتناول سيرة مهاجرين عرب في بريطانيا وقصصهم مع أوطانهم والهجرة والحروب التي احدث في وطنهم العربي وتعالج الرواية قضية الهوية العربية والدينية  وفي عام 2020 أصدرت روايتها أنثى العابد ( الرقص سيرة حياة ) في دار العربية للعلوم ناشرون حيث ناقشت الرواية مفاهيم عديدة منها الرقص والتصوف والعشق في ايطار زمني متعدد يجمع الماضي بالحاضر بالمستقبل. 
وهي رواية تتحدث عن التجربة الحياتية للمهاجرين العرب وعقيدتهم وانتمائهم لدينهم ووطنهم. و تعتبر نقلة نوعية لها لما سعت الكاتبة أن تطور أدواتها الفنية من خلال مفرداتها اللغوية. فنالت الرواية إعجاب فاق الروايتين السابقتين.

رواية ابنه الريح

وصدرت للكاتبة رواية رابعة بعنوان بيت البنفسج التي شملت تجربة الكاتبة خلال خمس سنوات من عمر احترافها للكتابة وهي إصدار دار سما للنشر الكويتية 2014  وفي عام 2015 أصدرت أول مجموعة قصصية لها بعنوان للكبار فقط من قبل دار مداد الإماراتية . ثم تلتها عام 2017 إصدار رواية طويلة بعنوان سنوات الوله من قبل دار سما المجموعة الدولية للنشر والتوزيع مصر.

## وصلات خارجية
- مقابلة صحفية مع الكاتبة شذى الخطيب : المرأة العربية تفتقد الحرية.
- مقابلة مع الكاتبة شذى الخطيب : فن الكتابة موهبة من الله وكثيرون هم قدوتي.